# Great Wall Deer
La Great Wall Deer est un pick-up ressemblant au Toyota Hilux. Il était présent au Salon automobile d'Alger de 2009.